# Pasquale Valsecchi (1828-1900)
Pasquale Valsecchi (Sannazzaro de' Burgondi, 8 febbraio 1828 – Roma, 13 settembre 1900) è stato un politico italiano.
Fu senatore del Regno d'Italia nella XV legislatura.